# Kobierzyce (gemeente)
De gemeente Kobierzyce is een landgemeente in woiwodschap Neder-Silezië.
De zetel van de gemeente is in Kobierzyce.
Op 30 juni 2004 telde de gemeente 12 814 inwoners.

## Demografie
Stand op 30 juni 2004:
| Omschrijving                   | Totaal | Totaal | Vrouwen | Vrouwen | Mannen | Mannen |
| ------------------------------ | ------ | ------ | ------- | ------- | ------ | ------ |
| eenheid                        | aantal | %      | aantal  | %       | aantal | %      |
| inwoners                       | 12 814 | 100    | 6549    | 51,1    | 6265   | 48,9   |
| bevolkingsdichtheid (inw./km²) | 85,9   | 85,9   | 43,9    | 43,9    | 42     | 42     |

In 2002 bedroeg het gemiddelde inkomen per inwoner 2685,6 zł.

## Oppervlakte gegevens
In 2002 bedroeg de totale oppervlakte van gemeente Kobierzyce 149,11 km², waarvan:
- agrarisch gebied: 86%
- bossen: 3%

De gemeente beslaat 13,36% van de totale oppervlakte van de powiat.

## Administratieve plaatsen (sołectwo)
Bąki, Bielany Wrocławskie, Biskupice Podgórne, Budziszów, Chrzanów-Magnice, Cieszyce, Dobkowice, Domasław, Damianowice, Jaszowice, Kobierzyce, Królikowice-Nowiny, Krzyżowice, Księginice, Kuklice, Małuszów, Owsianka, Pełczyce, Pustków Wilczkowski, Pustków Żurawski, Rolantowice, Solna, Ślęza, Szczepankowice, Tyniec Mały, Tyniec nad Ślęzą, Wysoka, Wierzbice, Żerniki Małe-Racławice Wielkie, Żurawice

## Aangrenzende gemeenten
Borów, Jordanów Śląski, Kąty Wrocławskie, Sobótka, Święta Katarzyna, Wrocław, Żórawina